# Thallosia congoicola
Thallosia congoicola là một loài ruồi trong họ Asilidae. Thallosia congoicola được Oldroyd miêu tả năm 1970. Loài này phân bố ở vùng nhiệt đới châu Phi.